# Hoštice u Volyně (železniční zastávka)
Hoštice u Volyně jsou železniční zastávka na katastru obce Přechovice, přibližně 1,5 kilometru jihozápadně od jihočeské obce Hoštice. Zastávka se nachází na neelektrizované železniční trati Strakonice–Volary. Situovaná je u křižovatky, na níž ze silnice I/4 odbočuje východním směrem komunikace do Hoštic. Do 9. prosince 2017 zde provozovaly pravidelnou osobní dopravu České dráhy, od 10. prosince převzalo tuto dopravu GW Train Regio.

## Popis zastávky
Zastávka je jednokolejná s nástupištěm umístěným na východní straně od kolejiště. Na jeho východní straně je zbudován zděný přístřešek. Jižně od zastávky se na silnici do Hoštic nachází železniční přejezd zabezpečený pouze výstražnými kříži.

### Zastávka ve filmu
Do povědomí veřejnosti vstoupila tato železniční zastávka uměleckým ztvárněním v české filmové komedii Slunce, seno, jahody z roku 1983. Pokyn filmové průvodčí: „Hoštice, ale nezastavujeme, máme zpoždění, vystoupíte si až ve Volyni!“ se stal lidovou hláškou.

## Fotogalerie

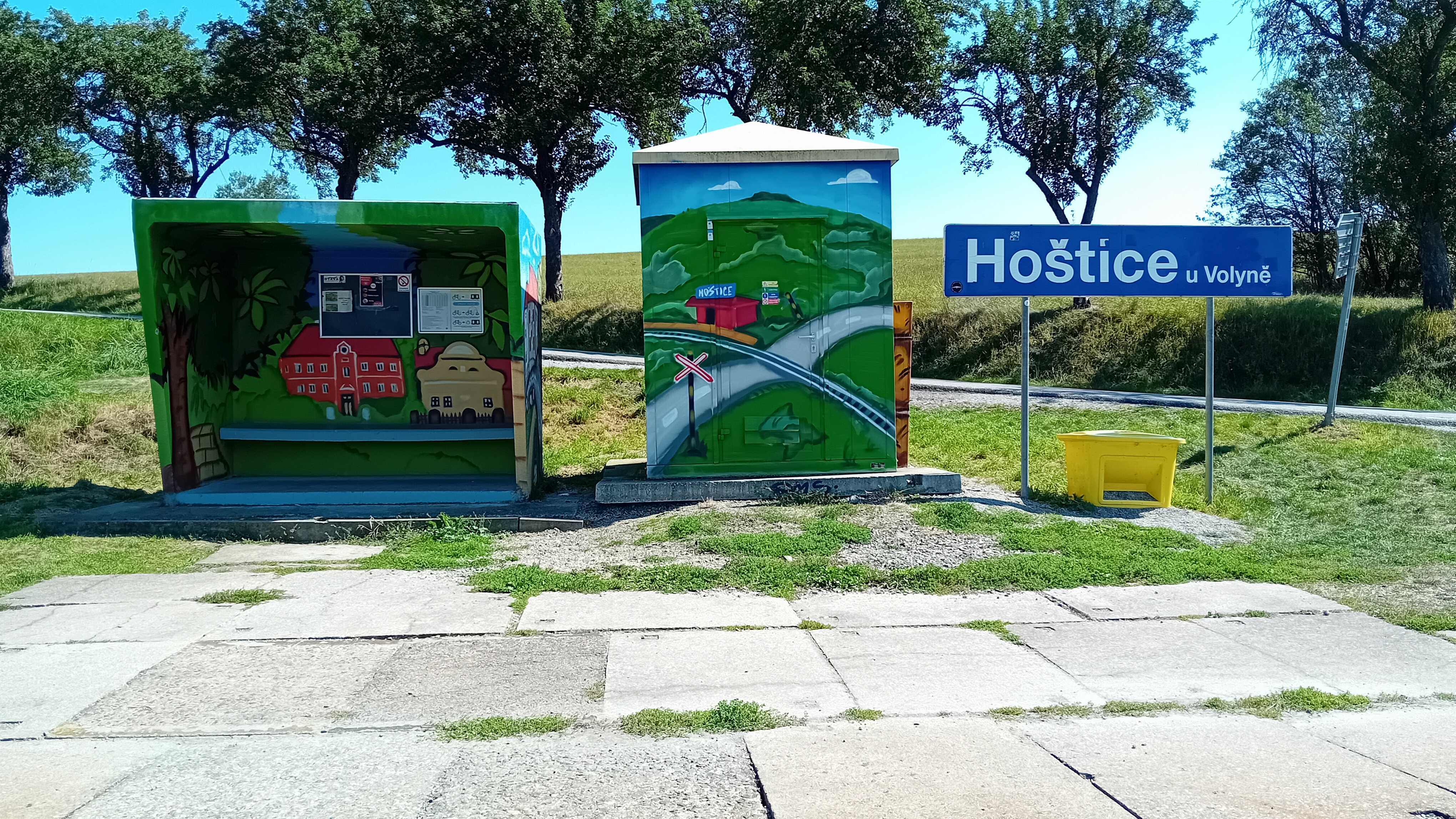
Přístřešek železniční zastávky
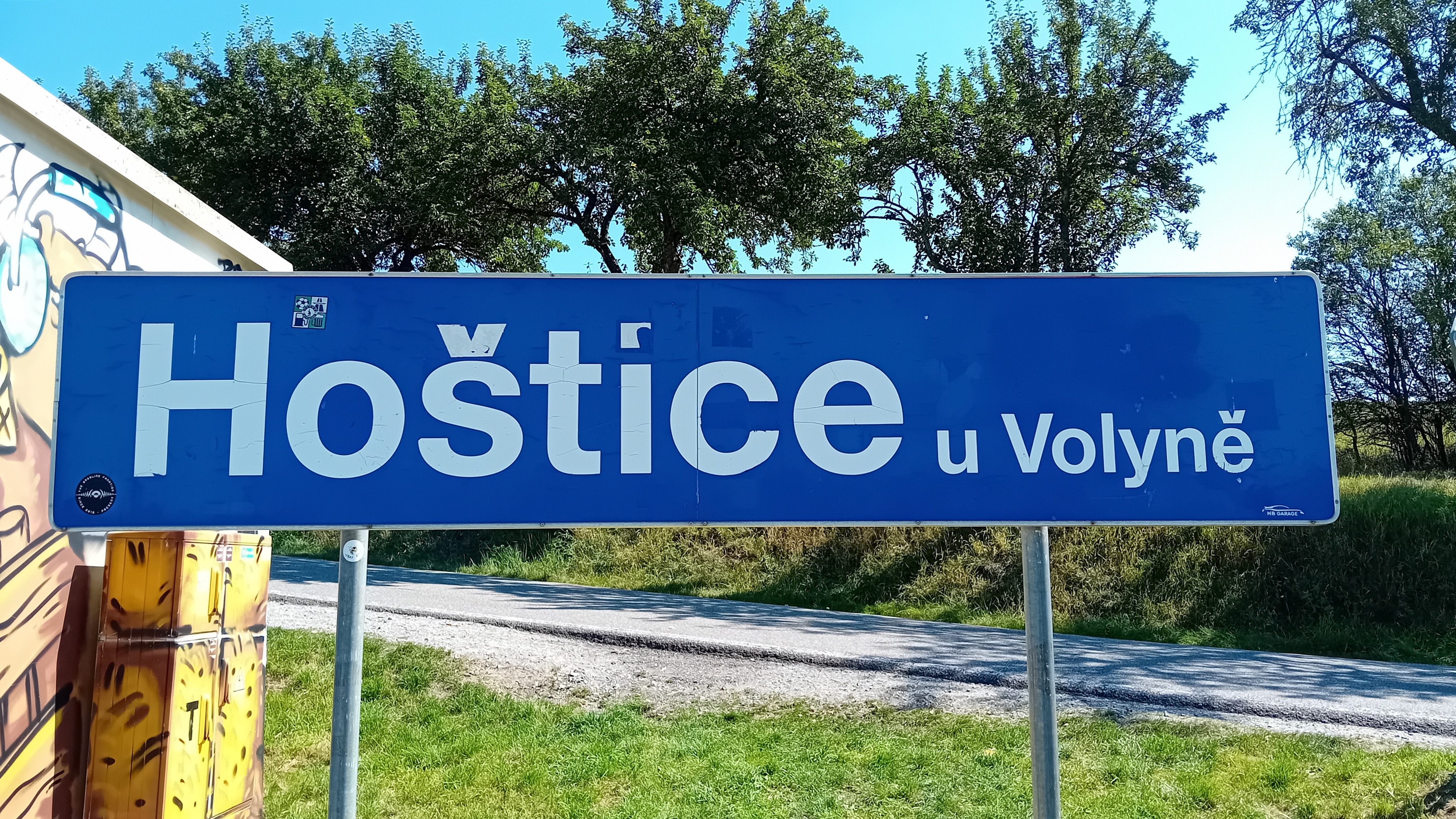
Staniční nápis
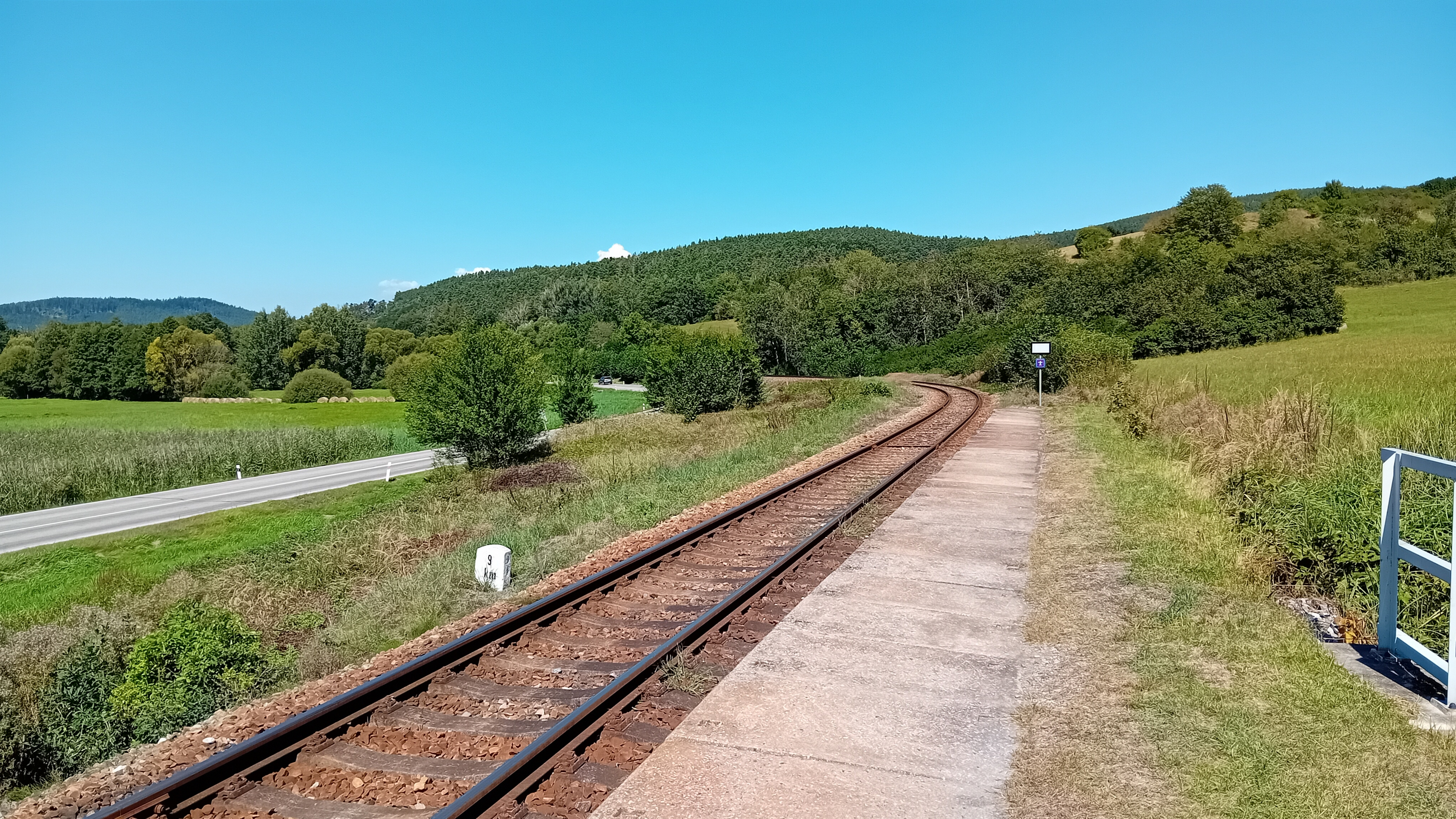
Nástupiště